# Gusselby
Gusselby – miejscowość (tätort) w Szwecji, w regionie administracyjnym (län) Örebro, w gminie Lindesberg.
Według danych Szwedzkiego Urzędu Statystycznego liczba ludności wyniosła: 292 (31 grudnia 2015), 286 (31 grudnia 2018) i 274 (31 grudnia 2019).